# 6976 Kanatsu
6976 Kanatsu este un asteroid din centura principală de asteroizi.

## Descriere
6976 Kanatsu este un asteroid din centura principală de asteroizi. A fost descoperit pe 23 mai 1993 la Kiyosato de Satoru Ōtomo. El prezintă o orbită caracterizată de o semiaxă mare de 2,33 ua, o excentricitate de 0,17 și o înclinație de 8,2° în raport cu ecliptica.